# Hadjina palaestinensis
Hadjina palaestinensis là một loài bướm đêm trong họ Noctuidae.